# デニング・藤川彗星
デニング・藤川彗星（英語: 72P/Denning-Fujikawa）は、1881年に発見され、1978年に再発見された短周期彗星。1978年以降再び見失われていたが、2014年6月に再度検出された。

## 歴史

### 発見
イギリスの天文学者ウィリアム・デニングは、1881年10月4日早朝、しし座に8等級で明るく輝く彗星を発見した。この時彗星は9月13日に近日点を通過していた。彗星は11月25日まで観測された。デニングは後に別の周期彗星デニング彗星（D/1894 F1）も発見したため、この1881年のデニング彗星はデニング第1彗星と呼ばれた。
続く1890年、1899年、1908年、1916年、1925年、1934年、1943年、1952年、1960年、1969年の回帰は観測されず、うち1916年、1960年、1969年の回帰は地球に0.2au前後まで接近して観測条件が良かったが再発見されず、完全に見失われたと思われた。

### 再発見
1978年10月10日早朝(JST）、香川県のアマチュア天文家藤川繁久は、12cm双眼望遠鏡で彗星捜索中、しし座に11等級の尾と核のない新彗星を発見し「藤川彗星（1978n）」と命名された。初期軌道が計算されると、見失われたデニング第1彗星の再発見の可能性が指摘された。11月までの観測から連結軌道が計算され「デニング・藤川周期彗星」に改名された。
1978年の回帰では最大10等で観測されたが、中央集光のないコマが特徴で、11月下旬には急速に減光した。

### 再発見後の回帰
続く1987年の回帰は観測条件が良く11等級に達すると期待されていたが、出現しなかった。1996年、2005年の回帰でも再観測されず、見失われた彗星と見なされて、周期彗星番号も72Dが割り当てられた。
2014年6月17日 (UT、日本時間18日午前4時頃) 東京のアマチュア天文家佐藤英貴が、オーストラリア・サイディング・スプリング天文台にある iTelescope.net の望遠鏡を遠隔操作して撮影した画像から、16.8等で36年ぶりに検出に成功した。再発見時はくじら座に位置し、やや集光した直径25"のコマが見られたが、尾は捉えられなかった。